# Albert Lee
Albert Lee (Leominster, 21 december 1943) is een Britse zanger, gitarist, componist, songwriter en producent.

## Jeugd
Albert Lee groeide op in het Londense stadsdeel Blackheath en begon, geïnstrueerd door zijn vader, die pianist was, al op 7-jarige leeftijd piano te spelen. Aan het eind van de jaren 1950 kreeg hij zijn eerste gitaar, interesseerde zich tussentijds voor Buddy Holly en Jerry Lee Lewis en werd lid in verschillende bands. Daar werd bij voorkeur rock-'n-roll, countrymuziek, skiffle en r&b gespeeld. Gitaristen als Jimmy Bryant, Cliff Gallup en Scotty Moore beïnvloedden hem sterk en drukten hun stempel op zijn verdere muzikale levensweg. Hij verliet de school op 16-jarige leeftijd en werd professionele muzikant met zijn eerste dagoptredens, onder andere in Schotland.

## Carrière
Aan het begin van zijn professionele carrière wisselden de formaties, waarin Lee speelde, voortdurend, niet zelden in afhankelijkheid van de respectievelijke opdrachtspositie en het aantal verplichtingen. Aan het begin van de jaren 1960 kwam Lee met verschillende Britse bands, waaronder The Nightsounds en The Don Adams Band, naar Duitsland. In 1963 voegde hij zich samen met Berry Jenkins bij de Duitse rockzanger Mike Warner en diens band The Echolettes, een jaar later bij diens band The Fenders. Tussentijds speelde hij in het Verenigd Koninkrijk onder andere bij Neil Christian. Ten slotte wisselde hij naar The Thunderbirds, de band van zanger Chris Farlowe, bij wie hij vier jaar bleef en een hoge bekendheidsgraad bereikte. Verdere tussenstops volgden met de bands Country Fever en Head Hands & Feet. De laatste produceerde tussen 1971 en 1973 drie albums, hetgeen voor Lee de doorbraak betekende naar internationale roem met zijn buitengewoon snel en precies gitaarspel. In 1971 werkte hij bovendien mee met Jon Lords soloalbum Gemini Suite als vervanger voor Ritchie Blackmore. Samen met de gitarist Alvin Lee van Ten Years After en Rory Gallagher nam Lee in 1973 deel aan de opnamen voor de London Sessions van Jerry Lee Lewis. Tijdens dat jaar begon Lee zo nu en dan op te treden met The Crickets, de vroegere band van Buddy Holly. In 1974 verscheen hun album Long Way From Lubbock.
Daarna bleef Lee een tijdje in Los Angeles, waar hij met Don Everly het album Sunset Towers opnam. Aan het eind van 1974 en begin 1975 was Lee met Joe Cocker op tournee in Noord-Amerika, Australië en Nieuw-Zeeland en tekende hij zijn eerste solocontract bij A&M Records. In 1976 werd hij de opvolger van de legendarische James Burton bij Emmylou Harris' Hot Band. Met deze bezetting had de Amerikaanse countryzangeres haar grootste successen met Luxury Liner en C'est La Vie. Gelijktijdig openden zich voor Lee waardevolle contacten en de weg naar de Amerikaanse muziekmarkt. Tijdens en na deze periode werd Lee in vijf daaropvolgende jaren door het gerenommeerde magazine Guitar Player gekozen tot beste countrygitarist.
In 1979 verscheen zijn eerste soloalbum Hiding, waaraan hij al sinds 1975 had gewerkt en dat een Telecaster-heruitgave van het Head Hands & Feet-nummer Country Boy (1971) bevat, welke oorspronkelijk op een concertgitaar met nylonsnaren werd opgenomen. Ondertussen was hij lid van de band van Eric Clapton, waar hij vijf jaar bleef. Een van de bekendste gezamenlijke werken uit deze periode is het livealbum Just One Night. In 1982 werd het tweede soloalbum Albert Lee gepubliceerd.
Een belangrijke episode in zijn carrière was de 20-jarige samenwerking met The Everly Brothers, voor wiens reünieconcert hij in 1983 als producent en muzikale leider verantwoordelijk was. Zijn volgende soloalbums waren Speechless (1987) en Gagged But Not Bound (1988). Sinds 1987 toerde hij regelmatig met Hogan's Heroes van Gerry Hogan. Met de jaren werd uit die formatie Albert Lee & Hogans Heroes, waarmee hij tot heden 7 albums publiceerde.
Twee verdere bands, waarbij Lee zo nu en dan optrad, waren Sterling Balls The Biff Baby All Stars en Bill Wymans Rhythm Kings. In november 2002 nam Albert Lee deel aan het Concert for George aangaande de eerste sterfdag van George Harrison, dat plaatsvond in de Royal Albert Hall in Londen. Een jaar eerder kreeg Lee zijn eerste Grammy Award voor de «Best Country Instrumental-Performance» met de titel Foggy Mountain Breakdown en in 2008 zijn tweede in dezelfde categorie met de titel Cluster Pluck.

## Bandlid bij
- Chris Farlowe & The Thunderbirds
- The Crickets
- Country Fever
- Green Bullfrog
- Heads, Hands & Feet
- The Everly Brothers
- Emmylou Harris & The Hot Band
- Eric Clapton
- Hogan's Heroes
- Bill Wyman's Rhythm Kings
- Biffbaby's All Stars, feat.: Albert Lee, Eddie Van Halen, Steve Morse en Steve Lukather.

## Discografie

### Soloalbums
- 1979: Hiding
- 1982: Albert Lee
- 1987: Speechless
- 1988: Gagged But Not Bound
- 2003: Heartbreak Hill
- 2006: Road runner

### Met Heads, Hands & Feet
- 1970: Home From Home - The Missing Album (pas in 1996 gepubliceerd)
- 1971: Heads, Hands & Feet
- 1972: Tracks
- 1973: Old Soldiers Never Die

### Albert Lee & Hogan's Heroes
- 2003: In Full Flight! Live at Montreux
- 2003: Tear it up
- 2007: Live at the New Morning
- 2007: In Between the Cracks
- 2008: Like this
- 2011: On the Town Tonight
- 2014: Frettening Behaviour

- Bibliothèque nationale de France: cb13896465z (data)
- Gemeinsame Normdatei: 134441559
- International Standard Name Identifier: 0000 0001 2027 9385
- Library of Congress Control Number: n92007094
- MusicBrainz: ed0e3e7d-cc87-4f09-a5a7-f8d47cfac9cb
- Nationale Bibliotheek van Tsjechië: xx0137752
- Nationale Bibliotheek van Israël: 987007410128605171
- Nederlandse Thesaurus van Auteursnamen: 099085127
- SNAC: w65z52fk
- Virtual International Authority File: 69116000
- WorldCat: E39PBJkxFjMrqbXf4DPB9MpF8C